# Classe New York
La classe New York era una classe di navi da battaglia tipo dreadnought disegnate e costruite dagli stati uniti tra il 1908 e il 1914. Le due navi della classe, la USS New York e la USS Texas, hanno avuto un largo impiego durante l'occupazione di Veracruz, la prima guerra mondiale e la seconda guerra mondiale.
Ideata per essere armate più pesantemente della precedente classe Wyoming, la New York è stata la prima ad equipaggiare i cannoni da 14" (356 mm)/45 ma rimaneva comunque una nave lenta con i suoi 21 nodi di velocità massima.
Sia la New York che la Texas entrarono in servizio nel 1914 e parteciparono immediatamente all'occupazione di Veracruz. Offrirono supporto alla Royal Navy nel Mare del Nord durante la prima guerra mondiale, durante questo periodo si crede che la New York abbia affondato un U-boot a seguito di una collisione accidentale. Entrambe le navi subirono un processo di ammodernamento nel periodo tra le due guerre.  Nella seconda guerra mondiale le due navi, ormai obsolete e per la loro scarsa velocità inadatte ad operare con gruppi di portaerei, furono utilizzate principalmente come scorta per convogli navali. La Texas ha offerto supporto durante l'operazione Torch in Nord Africa, nell'operazione Overlord, nel bombardamento di Cherbourg, nell'operazione Dragoon, nella battaglia di Iwo Jima e infine nella battaglia di Okinawa. La New York ha offerto supporto anch'essa nell'operazione Torch, nella battaglia di Iwo Jima e nella battaglia di Okinawa.
Dopo la guerra la New York fu usata come nave bersaglio nell'Operazione Crossroads e affondata nel 1948, mentre la Texas fu trasformata in nave museo.

## Unità
| Nome     | Numero identificativo | Costruttore               | Impostazione      | Varo            | Entrata in servizio | Radiata        | Destino finale                                                                         |
| -------- | --------------------- | ------------------------- | ----------------- | --------------- | ------------------- | -------------- | -------------------------------------------------------------------------------------- |
| New York | BB-34                 | Brooklyn Navy Yard        | 11 settembre 1911 | 30 ottobre 1912 | 15 maggio 1914      | 29 agosto 1946 | Utilizzata come nave bersaglio nell'Operazione Crossroads l'8 luglio 1948              |
| Texas    | BB-35                 | Newport News Shipbuilding | 17 aprile 1911    | 18 maggio 1912  | 12 marzo 1914       | 21 aprile 1948 | Radiata 30 aprile 1948; Nave museo presso San Jacinto Battleground State Historic Site |